# Stemmatella
Stemmatella är ett släkte av korgblommiga växter. Stemmatella ingår i familjen korgblommiga växter.
Kladogram enligt Catalogue of Life:
| Stemmatella | \| \| Stemmatella congesta \| \| \| \| \| \| Stemmatella lehmannii \| \| \| \| |
|             | \| \| Stemmatella congesta \| \| \| \| \| \| Stemmatella lehmannii \| \| \| \| |
|             | Stemmatella congesta                                                           |
|             |                                                                                |
|             | Stemmatella lehmannii                                                          |
|             |                                                                                |